# Stazione di Kureha
La stazione di Kureha (呉羽駅?, Kureha-eki) è una stazione ferroviaria della città di Toyama, nella prefettura omonima in Giappone. La stazione è gestita dalla JR West e serve la linea principale Hokuriku.

## Linee
JR West
■ Linea principale Hokuriku

## Struttura
La fermata è costituita da un marciapiede laterale e uno a isola con due binari passanti. Le banchine sono collegate al fabbricato viaggiatori da un sovrappassaggio, e sono presenti servizi igienici, biglietteria automatica e presenziata.
| 1-2 | ■ Linea principale Hokuriku | per Kanazawa e Fukui |
| 3   | ■ Linea principale Hokuriku | per Toyama e Naoetsu |

## Stazioni adiacenti
| 《                        | Servizio                  | 》                        |
| Linea principale Hokuriku | Linea principale Hokuriku | Linea principale Hokuriku |
| ------------------------- | ------------------------- | ------------------------- |
| Kosugi                    | Locale                    | Toyama                    |
| Il rapido non ferma       |                           |                           |